# مورد شیلیایی سفید
مورد شیلیایی سفید (نام علمی: Luma chequen) نام یک گونه از سرده لوما است.